# Орофино
Орофино (на английски от испански: Orofino) е град в окръг Клиъруотър, щата Айдахо, САЩ. Орофино е с население от 3247 жители (2000) и обща площ от 6,5 km². Намира се на 314 m надморска височина. ЗИП кодът му е 83544, а телефонният му код е 208.